# 1855 في الولايات المتحدة
فيما يلي قوائم الأحداث التي وقعت خلال عام 1855 في الولايات المتحدة.

## سياسة

### تعيين في المنصب
- 1 يناير – مايرون هولى كلارك حاكم نيويورك [الإنجليزية]‏.
- 1 يناير – هاردين آر. رنلز نائب حاكم تكساس [الإنجليزية]‏.
- 16 يناير – بيتر ف كوزي حاكم ولاية ديلاوير [الإنجليزية]‏.
- 31 يناير – هنري ويلسون عضو مجلس الشيوخ الأمريكي.
- 4 مارس – آسا بيغز عضو مجلس الشيوخ الأمريكي.
- 4 مارس – جون جيه كريتندن عضو مجلس الشيوخ الأمريكي.
- 4 مارس – سكايلر كولفاكس عضو مجلس النواب الأمريكي.

### انتهاء فترة المنصب
- 3 يناير – أندرو بارسونز حاكم ميشيغان [الإنجليزية]‏.
- 16 يناير – وليام بيغلر حاكم ولاية بنسلفانيا [الإنجليزية]‏.
- 16 يناير – وليام هنري هاريسون روس حاكم ولاية ديلاوير [الإنجليزية]‏.
- 3 مارس – توماس هارت بنتون عضو مجلس النواب الأمريكي.
- 3 مارس – جورج ادموند بادجر عضو مجلس الشيوخ الأمريكي.
- 3 مارس – ديفيد أتشيسون عضو مجلس الشيوخ الأمريكي.
- 3 مارس – سلمون بورتلاند تشيس عضو مجلس الشيوخ الأمريكي.
- 3 مارس – وليام هنري بيسل عضو مجلس النواب الأمريكي.
- 4 مارس – توماس أندروز هندريكس عضو مجلس النواب الأمريكي.

## كتب
من الكتب التي صدرت هذه السنة في الولايات المتحدة:
- 1 يناير – أوراق العشب من تأليف والت ويتمان.

## مواليد

### يناير
- 1 يناير – سارة إليزابيث غود
- 5 يناير – كينج كامب جيليت[1]
- 18 يناير – هنري ستيورات كارتر سياسي أمريكي.[2]
- 23 يناير – جون موسز براونينغ مخترع من الولايات المتحدة الأمريكية.[3]
- 26 يناير – جون بارتون باين[4]

### مارس
- 13 مارس – بيرسيفال لويل عالم فلك أمريكي.[5]
- 19 مارس – ديفيد بيك تود عالم فلك أمريكي.[6]
- 23 مارس – فرانكلين هنري جيدنجز عالم اقتصاد أمريكي.[7]
- 24 مارس – أندرو ويليام ميلون[8]

### مايو
- 8 مايو – إدوارد وليم نيلسون[9]

### يونيو
- 1 يونيو – إدوارد أنجل طبيب أسنان من الولايات المتحدة الأمريكية.[10]

### يوليو
- 11 يوليو – فرد تايلور عالم اقتصاد أمريكي.

### أغسطس
- 4 أغسطس – جاي هنت[11]

### أكتوبر
- 24 أكتوبر – جيمس شيرمان سياسي أمريكي.[12]

### نوفمبر
- 5 نوفمبر – يوجين فيكتور دبس سياسي أمريكي.[13]
- 7 نوفمبر – إدوين هول فيزيائي أمريكي.[14]
- 28 نوفمبر – ويليام ه بويس سياسي أمريكي.[15]

### ديسمبر
- 2 ديسمبر – جون هالدمان

## وفيات

### مارس
- 3 مارس – جيمس سيفير كونواي (مواليد 1798) سياسي أمريكي.[16]
- 3 مارس – روبرت ميلز (مواليد 1781) مهندس معماري أمريكي.[17]

### مايو
- 17 مايو – جون سي سبنسر (مواليد 1788) سياسي أمريكي.[18]

### يونيو
- 6 يونيو – أندرو بارسونز (مواليد 1817) سياسي من الولايات المتحدة الأمريكية.
- 29 يونيو - جون غوري، طبيب ومخترع أمريكي من أصل اسكتلندي.

### أكتوبر
- 8 أكتوبر – صموئيل ديكنسون هوبارد (مواليد 1799) سياسي أمريكي.[19]
- 30 أكتوبر – إدوارد بيشوب دادلي (مواليد 1789) سياسي أمريكي.[20]